# Cheirodon
Genre
Cheirodon est un genre de poissons d'eau douce téléostéens de la famille des Characidae (ordre des Characiformes).

## Répartition
Les espèces du genre Cheirodon se rencontrent en Amérique du Sud

## Liste des espèces
Selon World Register of Marine Species (9 février 2024) :
- Cheirodon australe Eigenmann, 1928
- Cheirodon galusdae Eigenmann, 1928
- Cheirodon ibicuhiensis Eigenmann, 1915
- Cheirodon interruptus (Jenyns, 1842)
- Cheirodon jaguaribensis Fowler, 1941
- Cheirodon kiliani Campos, 1982
- Cheirodon luelingi Géry, 1964
- Cheirodon ortegai Vari & Géry, 1980
- Cheirodon parahybae Eigenmann, 1915
- Cheirodon pisciculus Girard, 1855

## Galerie

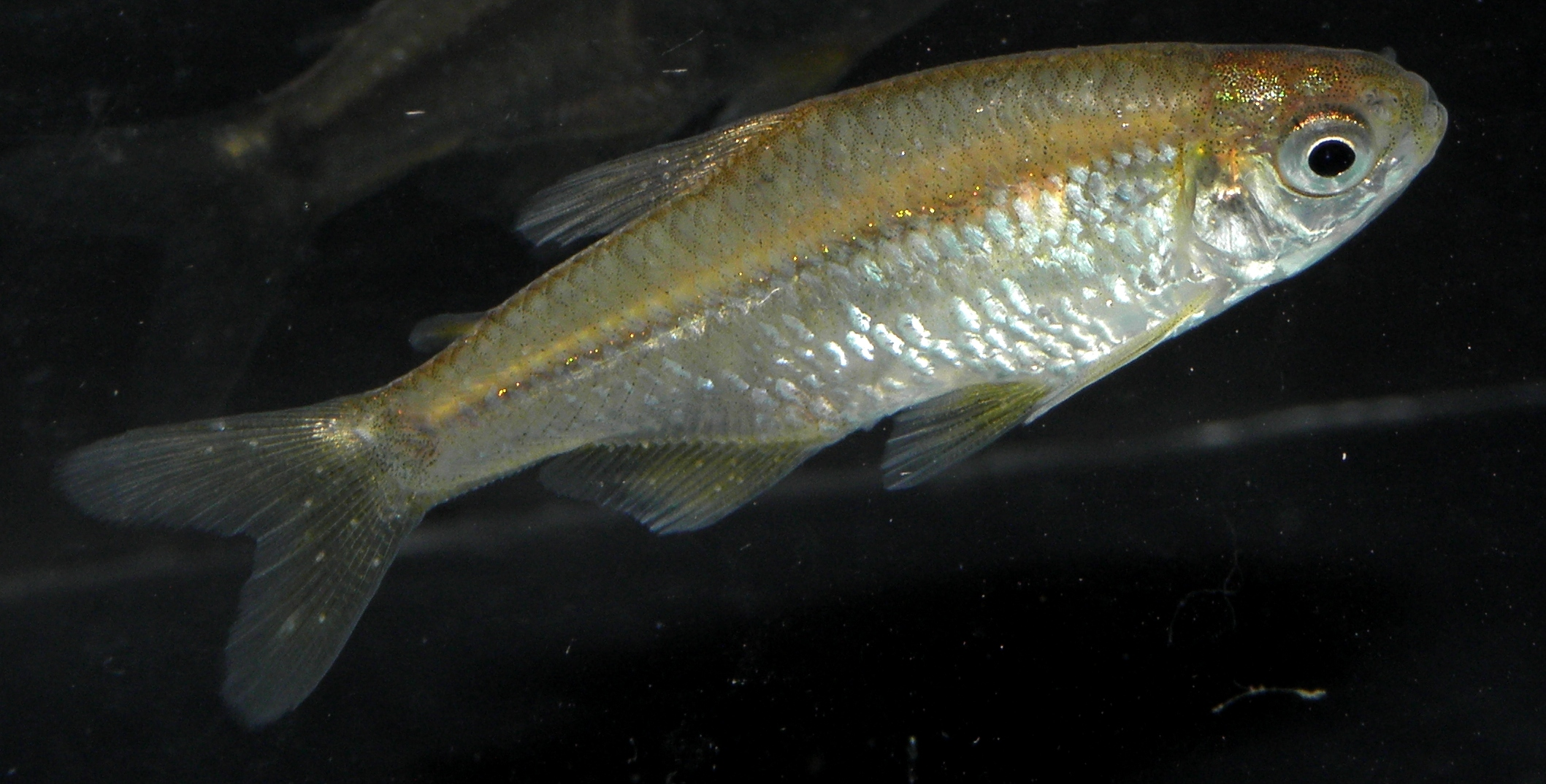
Cheirodon interruptus
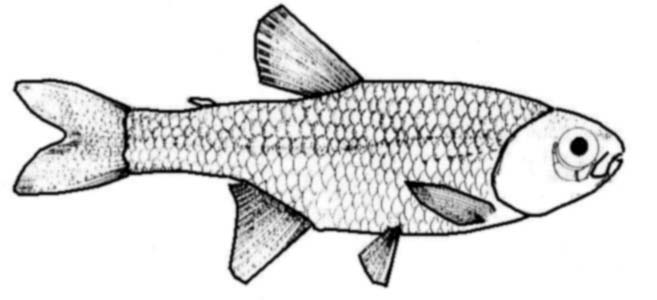
Cheirodon kiliani
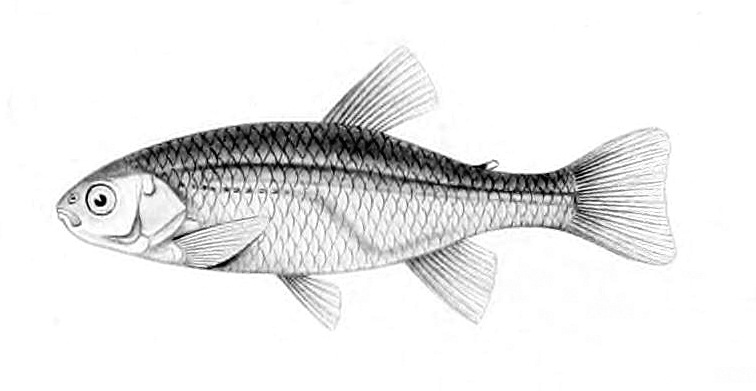
Cheirodon pisciculus

## Classification
Le nom valide complet (avec auteur) de ce taxon est Cheirodon Girard, 1855,.
Cheirodon a pour synonymes :
- Chirodon (graphie incorrecte)
- Pedalibrycon Fowler, 1943

## Étymologie
Le nom générique, Cheirodon, dérive de la combinaison des termes en grec ancien χείρ, kheír, « main », et ὁδούς, odoús, « dent », et fait référence aux dents de l'espèce Cheirodon pisciculus renflées au sommet et présentant au moins cinq pointes subconiques, dont celle du milieu est la plus longue faisant penser aux cinq doigts de la main

## Publication originale
- (en) Charles Girard, « Abstract of a report to Lieut. Jas. M. Gilliss, U. S. N., upon the fishes collected during the U. S. N. Astronomical Expedition to Chili », Proceedings of the Academy of Natural Sciences of Philadelphia, États-Unis, vol. 7,‎ 1855, p. 197-199 (ISSN 0097-3157, e-ISSN 1938-5293, lire en ligne, consulté le 9 février 2024).